# Musée Mariano Procópio
Le musée Mariano Procópio (Museu Mariano Procópio) est un musée d'art, d'histoire et de sciences naturelles situé à Juiz de Fora, dans l'État de Minas Gerais, au Brésil. Il est fondé en 1915 par Alfredo Ferreira Lage et abrite environ 45 000 pièces.
Le musée se compose de deux bâtiments : la Villa Ferreira Lage, construite entre 1856 et 1861, et une annexe édifiée en 1922 spécialement pour le musée. Une grande partie de la collection ainsi qu'une portion importante des jardins sont actuellement fermées pour restauration.
En plus de ses collections d’art et d’armurerie, le musée possède un ensemble important d’objets d’intérêt écologique, accompagné de vastes jardins et d’une grande diversité de flore brésilienne.

## Histoire

### Villa Ferreira Lage

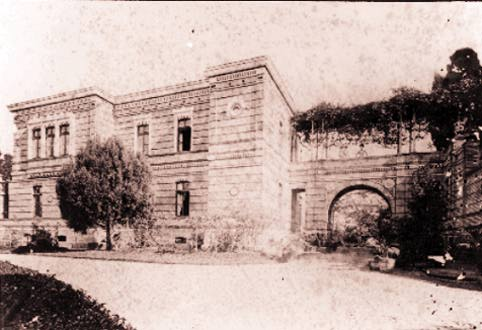
La Villa au début du XXe siècle

L’histoire du musée est liée à la construction, en 1861, de l'Estrada União e Indústria, une route en macadam (aujourd’hui une autoroute) reliant Juiz de Fora à Petrópolis. L'ingénieur Mariano Procópio, chargé des travaux, fait construire la Villa Ferreira Lage afin d’y héberger Dom Pedro II, venu inaugurer la voie. Toutefois, la construction n'est pas achevée à temps, et Procópio loge la famille impériale dans sa propre résidence. L’empereur ne découvre la villa terminée qu’en 1869, lors d’une seconde visite.
Situé dans un parc de 78 000 mètres carrés, le bâtiment est conçu dans le style Renaissance par l’architecte allemand Carlos Augusto Gambs, alors à la tête des ingénieurs et architectes de l'Estrada União e Indústria. L’édifice, imposant, est construit sur un plateau surélevé en briques massives. L’intérieur présente des stucs et des murs en bois précieux ornés de diverses peintures. La Villa conserve encore aujourd’hui la majorité de ses caractéristiques d’origine, tant à l’extérieur qu’à l’intérieur.

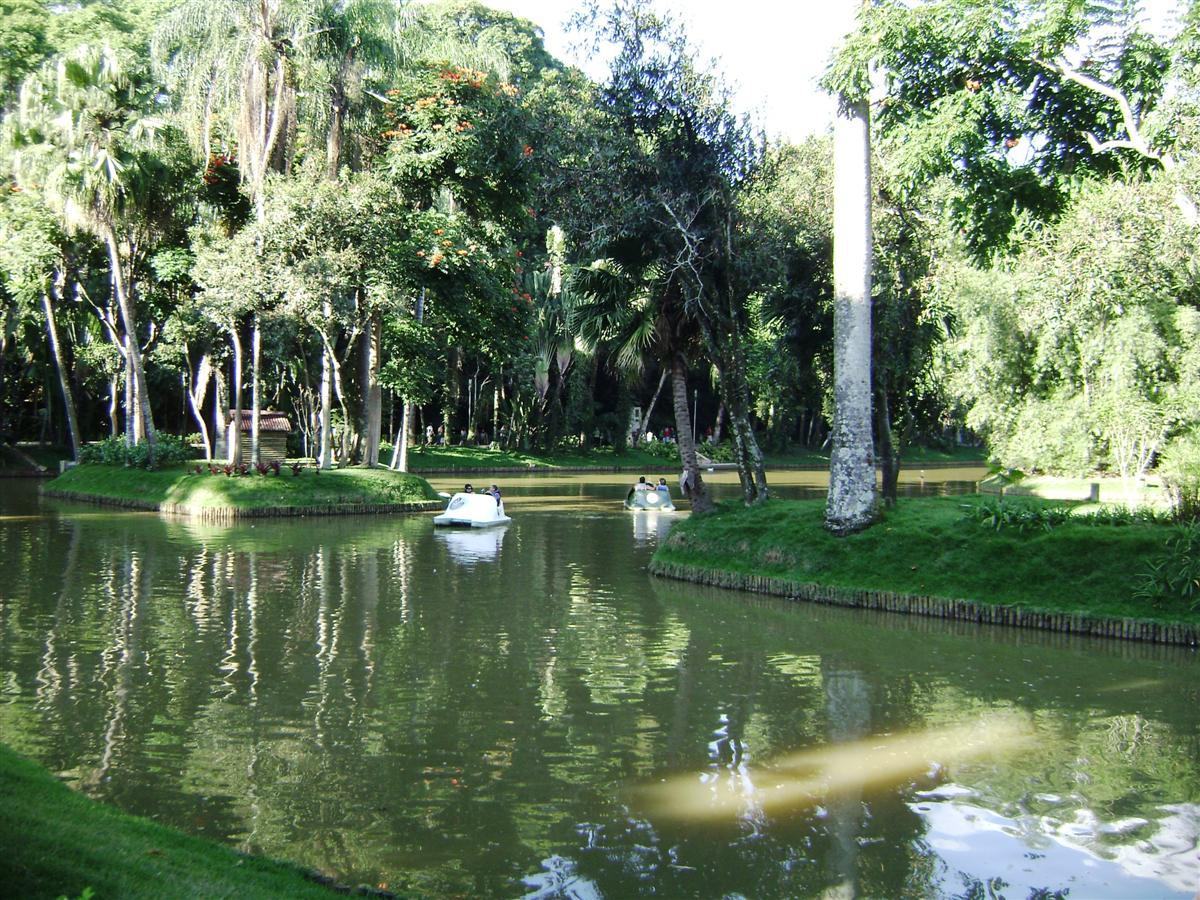
Un lac dans le parc Mariano Procópio

Le parc Mariano Procópio met en valeur la flore brésilienne et fut décrit par le naturaliste suisse Jean Louis Rodolphe Agassiz (1807-1873), spécialiste en géologie et paléontologie, comme « le paradis des tropiques ».

### Le musée
À la mort de Mariano Procópio en 1872, son domaine est divisé entre ses deux fils, Frederico et Alfredo Ferreira Lage. Frederico fait construire un vaste manoir avec des matériaux importés d’Europe. Après sa mort prématurée en 1901, à l’âge de 39 ans, la propriété est vendue à l’Estrada de Ferro Central do Brasil, qui la cède ensuite au Ministère de la Guerre, lequel y établit des quartiers militaires.
De son côté, Alfredo hérite de la Villa Ferreira Lage et des terrains actuels du musée. Depuis son enfance, il accumulait une collection d’objets, qu’il agrandit par des acquisitions lors de enchères au Brésil et à l’étranger, ainsi que par des dons de personnalités telles que le duc de Caxias, Afonso Arinos, Rodolfo Bernardelli et Amélia Machado Cavalcanti de Albuquerque (épouse du vicomte de Cavalcanti). L’ampleur de sa collection nécessite la construction d’un bâtiment annexe.
Le 23 juin 1921, à l’occasion du centenaire de la naissance de Mariano Procópio, Alfredo Ferreira Lage ouvre le musée à des visiteurs triés sur le volet. Cette année-là, la princesse Isabel et le comte d’Eu, en visite à Juiz de Fora après la levée de leur exil imposé en 1889 par la République, peuvent découvrir le musée. C’est à cette époque qu’Alfredo annonce son intention de léguer sa collection à la municipalité.
Le 13 mai 1922, le musée ouvre officiellement ses portes au public, intégrant à l’exposition la collection de la nouvelle annexe.

## Collection
Les collections du musée reflètent, presque exclusivement, l’esthétique du XIXe et du début du XXe siècle, en accord avec les goûts d’Alfredo Ferreira Lage. Le musée est l’un des principaux lieux d’exposition consacrés à la période impériale du Brésil, avec de nombreuses pièces provenant du Palais de São Cristóvão, ancienne résidence de Dom Pedro II à Rio de Janeiro.

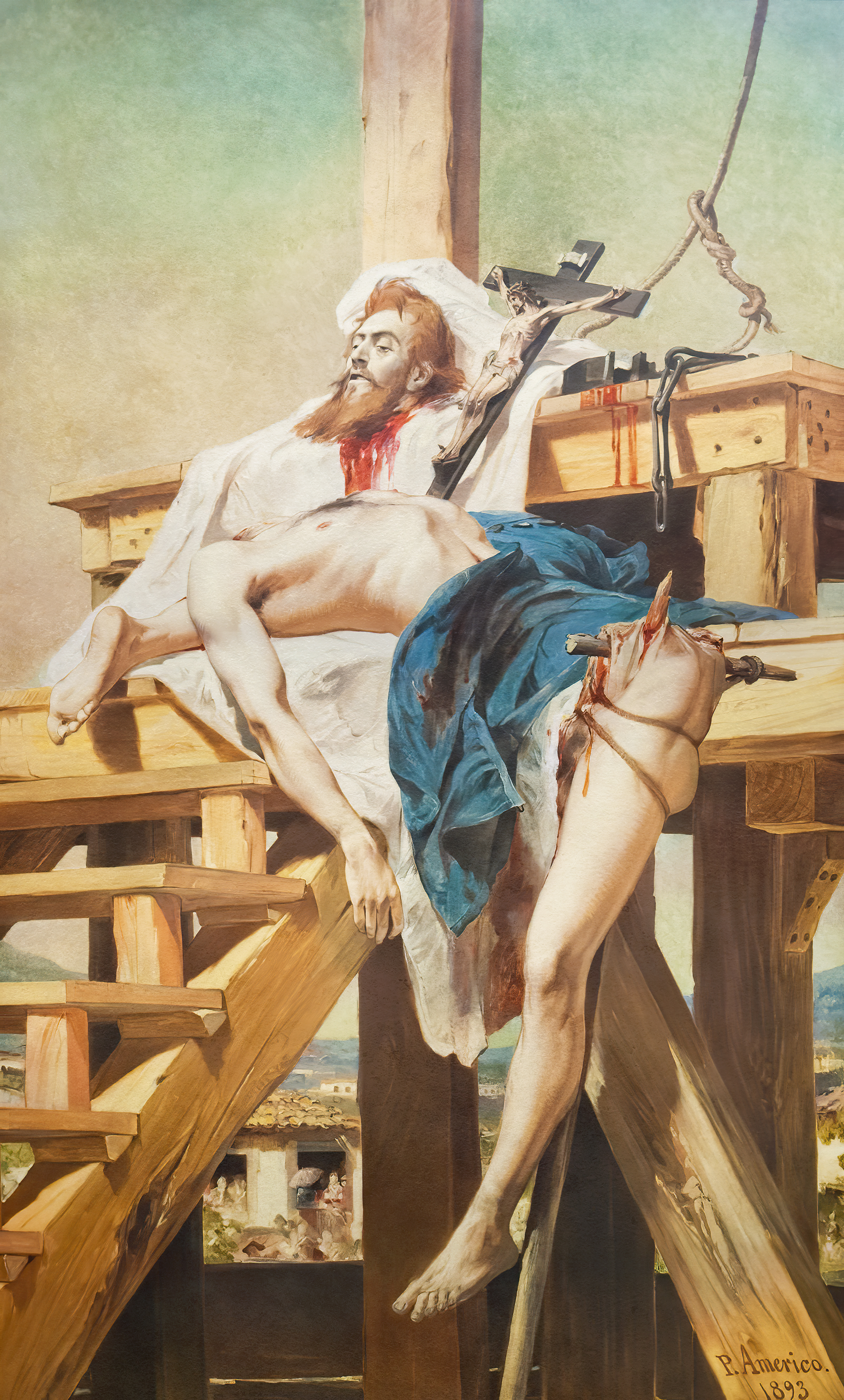
Tiradentes écartelé (1893) par Pedro Américo

Le musée abrite environ 50 000 objets de grande valeur historique, artistique et scientifique, incluant des peintures, sculptures, estampes, dessins, livres rares, documents, photographies, meubles, pièces en argent, armes, monnaies, cartes postales, vêtements, porcelaines, cristaux et objets d’histoire naturelle.
Il présente des œuvres de peintres européens renommés, comme le Français Charles-François Daubigny (1817-1878), Jean-Honoré Fragonard (1732-1806) et le Néerlandais Willem Roelofs (1822-1897), ainsi que des artistes brésiliens tels que Pedro Américo (1843-1905), Rodolfo Amoedo (1857-1941) et Belmiro de Almeida (1858-1935). Le musée possède aussi des sculptures et moulages en plâtre, majoritairement du XIXe siècle, réalisés par Clodion, Marius Jean Mercié, Rodolfo Bernardelli, Modestino Kanto et José Otávio Correia Lima.